# 6379 Врба
6379 Врба (6379 Vrba) — астероїд головного поясу, відкритий 15 листопада 1987 року.
Тіссеранів параметр щодо Юпітера — 3,209.
Названо на честь Карела Врби (чеськ. Karel Vrba; 1845-1922) професора мінералогії в Карловому університеті у Празі та засновника мінералогічної колекції, що містить і метеорити в Національному музеї Праги.